# ДИСПАК
ДИСПАК — операционная система для ЭВМ БЭСМ-6, разработанная в 1971 г. под руководством Тюрина В. Ф., которая затем использовалась почти на всех ЭВМ типа БЭСМ-6 вплоть до 90-х годов. Также была разработана версия и для ВК ЭЛЬБРУС-КБ.

## Основные возможности операционной системы ДИСПАК
ОС ДИСПАК обеспечивала работу в пакетном и диалогово-пакетном режимах.
Впервые для ЭВМ БЭСМ-6 были разработаны программные средства для подключения магнитных дисков (1971 г.).
ОС ДИСПАК позволяла улучшить характеристики ЭВМ за счет их комплексирования: возможность создавать децентрализованные многомашинные вычислительные комплексы (МВК) из ЭВМ БЭСМ-6 с общей внешней памятью на магнитных дисках (1972 г.), возможность перераспределять задачи между ЭВМ позволяла повысить эффективность их использования и функциональную надёжность вычислительных систем.
Был разработан и внедрён терминальный коммутатор на 64 терминала с выходом на 7 ЭВМ БЭСМ-6, позволивший создать локальную и распределённую сети в различных институтах АН СССР. Эта возможность позволяла пользователю запускать свои задачи на любом терминале и на любую ЭВМ многомашинного комплекса в автоматическом режиме (1976 г.).
Проводились эксперименты на надежность ОС ДИСПАК на ЭВМ БЭСМ-6. При испытании одной ЭВМ БЭСМ-6 удалось достичь 4 недель непрерывной работы без перевызова ОС. Далее испытания были приостановлены.
ДИСПАК имела архивно-файловую систему, состоящую из файлов и каталогов с именами. Система использовала пароли для защиты файлов каталогов. Архивно-файловая система состоит из томов (резидентных и нерезидентных), в которых хранятся файлы и каталоги. Для сопровождения архивно-файловой системы имелись сервисные программы. Эта же система использовалась и для многомашинных комплексов.
ДИСПАК удачно решала вопросы работы в режиме разделения времени, обеспечивая высокий коэффициент полезного использования системы. Благодаря этому система была установлена на большинстве ЭВМ БЭСМ-6.